# 塔尚

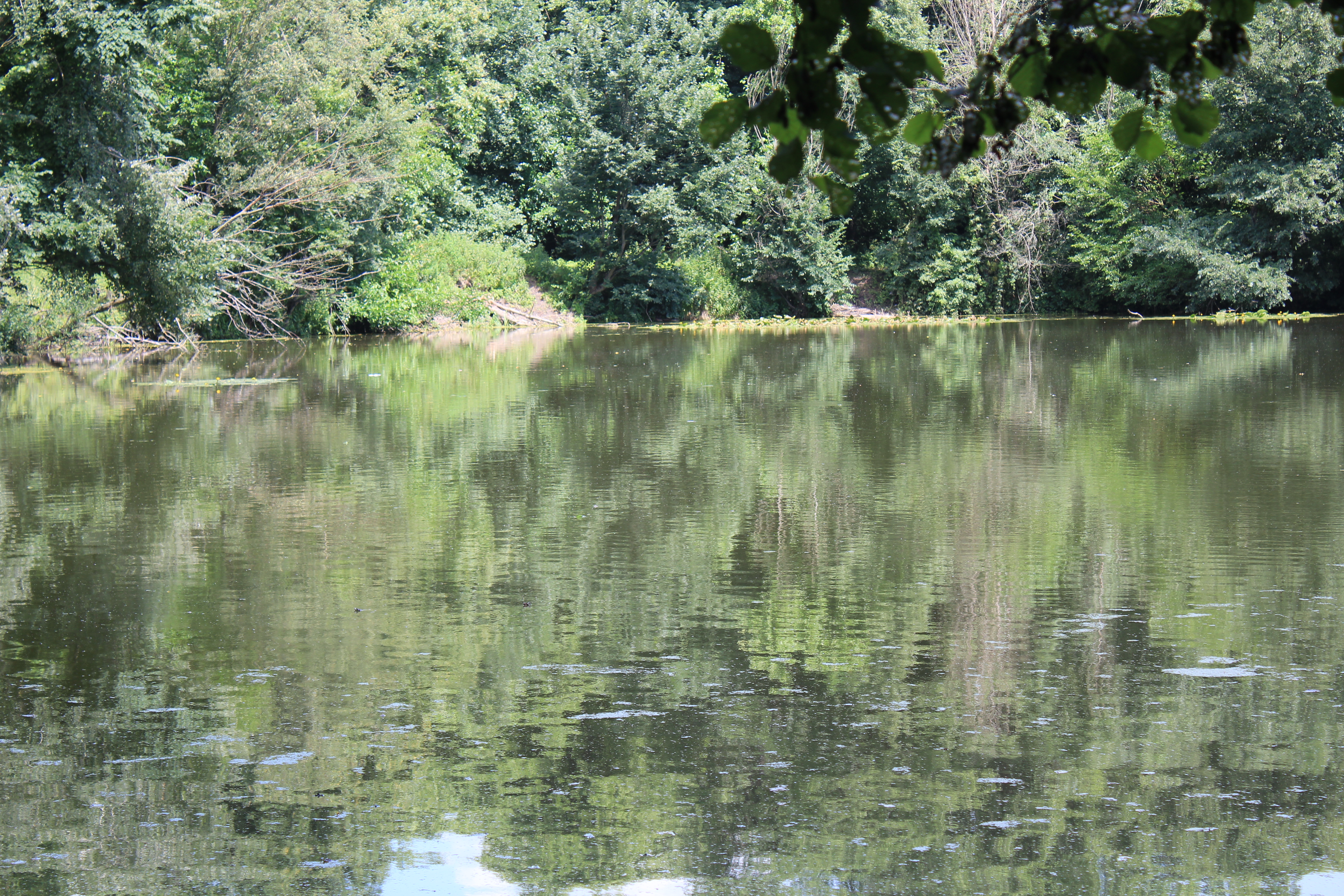
塔尚公园

塔尚（羅馬化：Tashan）是烏克蘭中北部基輔州鲍里斯皮尔区塔尚市鎮内的村落及其行政中心。面積3.34平方公里，海拔高度132米，2001年人口661，人口密度每平方公里197.9人。